# Alf Spouncer
William Alfred Spouncer, plus connu comme Alf Spouncer, né le 1er juillet 1877 à Gainsborough et mort le 31 août 1962 à Southend-on-Sea, est un footballeur international anglais qui jouait au poste d'ailier gauche. Il devient ensuite entraîneur.

## Biographie
Alf Spouncer commence à jouer pour le club de sa ville, Gainsborough Trinity, pendant la saison 1893-1894. Il rejoint Sheffield United en octobre 1895, où il reste jusqu'en mai 1897 lorsqu'il signe avec Nottingham Forest. Avec Nottingham il remporte la FA Cup en 1898 et le championnat de Division Two en 1907. Il quitte Forest en 1910, et ne trouvant pas un nouveau club il prend sa retraite en 1911. 
Spouncer joue un match avec l'Angleterre en 1900 face au Pays de Galles.
Alf Spouncer entraîne le FC Barcelone lors de la saison 1923-1924. Il remporte le championnat de Catalogne avec 10 victoires en 10 matchs. Mais en demi-finale de la Coupe d'Espagne, le Barça est battu 6 à 1 par le futur champion, le Real Unión de Irun.